# Богородиця Зейтунська

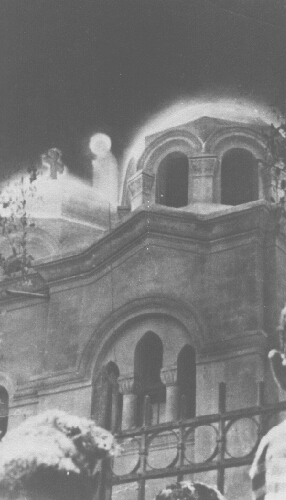
Явлення Богоматері над коптською церквою в передмісті Каїра, місті Зейтун, у 1968 році

Явлення Богородиці у Зейтуні відбувалися з 2 квітня 1968 року по 29 травня 1971 року у місті Зейтун, передмісті Каїра, столиці Єгипту. Богоматір періодично являлася у вигляді світлого образу над куполами церкви. Мільйони єгиптян та іноземців різноманітних віросповідань спостерігали ці явища, які тривали від кількох хвилин до кількох годин.

## Явлення
За словами очевидців, починаючи з 2 квітня 1968 року,
Діва Марія, з'являлася в різних образах над будівлею храму Пресвятої Діви Марії Коптської православної церкви в Зейтуні, передмісті Каїра. Явлення тривали від кількох хвилин до кількох годин й іноді супроводжувалися появою світлових об'єктів, схожих на голубів. Ці явлення бачили мільйони єгиптян та іноземців, зокрема православні, католики, протестанти, мусульмани, юдеї та люди, які не належать до жодної деномінації. Як стверджується, були численні зцілення хворих і сліпих. У результаті, багато людей навернулися до християнства.
Патріарх Коптської православної церкви Кирило VI призначив комісію з високопоставлених священників і архієреїв для розслідування цього питання. Комісію очолював єпископ Григорій, єпископ Вищої школи коптської культури і наукових досліджень. 4 травня 1968 року Патріархія Коптської православної церкви опублікувала офіційну заяву, що підтверджувала явлення.
Патріарх Коптської католицької церкви кардинал Стефан I офіційно підтвердив істинність явлень. Він сказав, що, поза всяким сумнівом, явлення Богоматері Зейтунської відбувалися і спостерігалися багатьма коптськими католиками з його пастви, яких він знає і які заслуговують на довіру.
Явлення також підтвердили єзуїтський священник отець д-р Генріх Хабіб Айрут, ректор католицької Школи Святої Родини в Каїрі, та священник д-р Ібрагім Саїд, голова протестантського євангелічного духовенства.
Черниці з Товариства Священного Серця також стали свідками явлення і направили докладний звіт у Ватикан. В результаті, 28 квітня 1968 року з Ватикану прибули два посланники, які самі спостерігали явлення і направили доповідь Папі Римському Павлу VI (повідомлення в газеті «Al Ahram» від 6 травня 1968).
На рівні єгипетського уряду також була підтверджена істинність явлень Богоматері. Явлення були зняті на відеоплівку і транслювалися єгипетським телебаченням. Вони також були зняті фотографами багатьох газет.
Розслідування, проведені поліцією, не могли знайти жодних пояснень цим явищам. В радіусі 24 км не було знайдено жодного пристрою, здатного проєктувати зображення на купол храму. Фотографи з незалежних видань висловлювали думку, що подібні явлення не могли бути результатом маніпуляцій.
Скептично налаштовані дослідники не можуть знайти переконливих аргументів, що заперечують реальність явлень. Дейл Аллісон (Dale C. Allison) пише:
|  | Я повинен зізнатися, однак, що не знаходжу ніякого пояснення спостереженням Діви Марії в 1968–1969 роках у коптській церкві Св. Марії, в Зейтуні, Єгипет; за повідомленнями, Її бачили десятки тисяч мусульман і християн. Оригінальний текст (англ.) I must confess, however, that I am at a loss to explain the 1968-1969 sightings of the Virgin Mary at St. Mary Coptic Church in Zeitoun, Egypt; she was reportedly seen by tens of thousands, both Muslims and Christians. Dale C. Allison. Resurrecting Jesus |

Майкл Керролл називає явлення «незаперечною реальністю»:
|  | незаперечна реальність чогось, що світиться нагорі церкви Діви Марії в Зейтуні Оригінальний текст (англ.) the undeniable reality of a luminous something atop the Church of the Virgin in Zeitoun Michael P. Carroll. The Cult of the Virgin Mary |

Коптська православна церква збудувала й освятила два храми на честь Божої Матері Зейтунської (день святкування 2 квітня), один у Франції та інший в Австрії.